# شيري ميلر
شيري ميلر هي صحفية وممثلة كندية، ولدت في 24 يونيو 1955 في كندا.

## وصلات خارجية
- شيري ميلر على موقع IMDb (الإنجليزية)
- شيري ميلر على موقع ألو سيني (الفرنسية)
- شيري ميلر على موقع أول موفي (الإنجليزية)
- شيري ميلر على موقع قاعدة بيانات الأفلام السويدية (السويدية)
- شيري ميلر على موقع قاعدة بيانات الفيلم (الإنجليزية)
- شيري ميلر على موقع كينوبويسك (الروسية)